# Третий удар
«Тре́тий уда́р» — советский полнометражный фильм 1948 года режиссёра Игоря Савченко о подготовке и разгроме Красной армией немецко-фашистских войск в Крыму в 1944 году. Вышел на экраны 26 апреля 1948 года.

## Сюжет
Документально-постановочная военная киноэпопея о третьем Сталинском ударе — разгроме немецко-фашистских войск в Крыму. Фильм воспроизводит операцию войск 4-го Украинского фронта совместно с Отдельной Приморской армией по уничтожению в апреле-мае 1944 года 17-й немецкой армии. Кульминацией является штурм и взятие Сапун-горы.

## Создание
После войны перед советской кинематографией была поставлена задача создать кинолетопись Великой Отечественной войны, планировалось создание в «художественно-документальном» жанре десяти киноэпопей — по числу «сталинских ударов»:

Игорю Савченко вместе с писателем Аркадием Первенцевым поручили кинорассказ о так называемом «Третьем ударе», в результате которого был освобождён Крым. Из десяти задуманных фильмов до зрителей дошло лишь три: двухсерийные эпопеи «Сталинградская битва» Владимира Петрова и «Падение Берлина» Михаила Чиаурели и односерийный «Третий удар» Савченко, появившийся на экранах первым.— Искусство кино № [какой?] 1977

«Южный узел»
Афиша перемонтированного фильма

Киновед Лидия Маматова отмечала, что этот фильм фактически зародил новый жанр кино — художественно-документальная эпопея.
После XX съезда КПСС и развенчания культа личности фильм был перемонтирован: были вырезаны эпизоды с участием Сталина, а фильм переименован в «Южный узел».

## В ролях
Бойцы РККА из корпуса генерала Неверова:
- Владимир Наумов — молодой лейтенант
- Марк Бернес — Чмыга, морской пехотинец
- Николай Пишванов — Никита Степанюк, солдат
- Латиф Файзиев — Файзиев, солдат
- Владимир Баталов — Аржанов, солдат
- В. Петровский — Вершков, солдат

Командование РККА:
- Алексей Дикий — Иосиф Виссарионович Сталин, верховный главнокомандующий
- Николай Боголюбов — Климент Ефремович Ворошилов, член Ставки
- Юрий Шумский — Александр Михайлович Василевский, представитель Ставки, маршал
- Виктор Станицын — Фёдор Иванович Толбухин, командующий 4-м Украинским фронтом, генерал армии
- Владимир Головин  — Родион Яковлевич Малиновский, командующий 3-м Украинским фронтом, генерал армии
- Михаил Романов — Алексей Иннокентьевич Антонов, зам. начальника Генштаба, генерал армии
- Иван Переверзев — Яков Григорьевич Крейзер, командующий 51-й армией, генерал-лейтенант
- Сергей Блинников — Георгий Фёдорович Захаров, командующий 2-й гвардейской армией, генерал-лейтенант
- Владимир Освецимский — Сергей Семенович Бирюзов, начальник штаба фронта, генерал-полковник
- Алексей Таршин — генерал-полковник (нет в титрах)

Противники:
- Сергей Мартинсон — Гитлер
- Михаил Астангов — Эрвин Энекке, генерал-полковник
- Борис Дмоховский — генерал фон Шерер
- Аркадий Цинман — генерал-лейтенант Фридрих Зикст, в титрах Сикст
- Пётр Аржанов — Теодереску, румынский генерал
- Юрий Лавров — Мюстегиб Фагиль, турецкий журналист

В эпизодах: 
- Владимир Балашов — доброволец
- Георгий Георгиу — Исса
- Мальвина Швидлер — татарка
- Борис Болдыревский — немец
- Виктор Халатов — офицер
- Юрий Вышинский
- Пётр Ластивка
- Иван Бондарь

## Съёмочная группа
…мы записывали музыку для «Третьего удара». У Чайковского нельзя было найти ничего подходящего, а может быть, мы просто забыли и не нашли нужное в те сроки и с тем запасом знаний, который был у меня и у Рахлина. Мы не нашли у Чайковского музыки, для того чтобы иллюстрировать образы немцев. Чайковский был русский художник, и мы не могли найти у него ничего немецкого. Что же мы сделали? Мы взяли один кусок из Первой симфонии и сыграли в четыре раза медленнее, чем принято. И только. Получилась совсем другая вещь, вполне немецкая.
- Автор сценария: Аркадий Первенцев
- Режиссёр-постановщик: Игорь Савченко
- Главный оператор: Михаил Кириллов
- Главный художник: Мориц Уманский
- Звукооператоры: Н. Мина, Александр Бабий
- Режиссёр: Исаак Шмарук
- Операторы: Алексей Мишурин, Анатолий Колошин, Александр Пищиков, Юрий Разумов
- Художник: Леван Шенгелия
- Художник по костюмам: Екатерина Юкельсон
- Художники-гримёры: Антон Анджан, Л. Гороховский
- Монтаж: Варвара Бондина
- Комбинированные съёмки:
  - Художники: Владимир Никитченко, Иван Никитченко
  - Оператор: Борис Лернер
- Директора картины: Леонид Корецкий, Наум Вайнтроб, Леонид Незгурецкий
- Администратор: Алексей Ярмольский

В картине звучит симфоническая музыка из произведений П. И. Чайковского, дирижёр — Натан Рахлин

## Награды
«Третий удар» — это урок стратегии, преподанный средствами великого искусства — кино. Фильм о силе и славе советского народа — победителя.
- Номинация на главный приз Кинофестиваля в Карловых Варах (1948)[источник не указан 1202 дня]
- Премия за лучший сценарий на III МКФ в Марианске-Лазне (1948, Чехословакия)[5]
- Главная премия на I МКФ трудящихся в Злине (1948, Чехословакия)[5]
- Сталинская премия II степени (1949)[5]

## Критика
Фильм получил признание современной ему критики и коллег. Так, Михаил Ромм относил его лучшим фильмам режиссёра Игоря Савченко, в которых он «всегда обнаруживал удивительное сочетание страстности художника с точностью историка-исследователя». 

В художественно-документальном фильме «Третий удар» он достигает в изображении Великой Отечественной войны большего, нежели другие режиссеры в пределах этого жанра. И не случайно. Савченко — художник эпический.— Семён Фрейлих, киновед
Отмечается отличие фильма от картин «эпической трилогии» 1948 года:

Фронтовой опыт студентов режиссерской мастерской Игоря Савченко несомненно сказался на батальных сценах его «Третьего удара» (1948), выгодно отличавшихся от аналогичных сцен в картинах Петрова и Чиаурели ощущением значимости отдельной человеческой судьбы.— Киноведческие записки, № [какой?] 2004

«Третий удар» — это документ, трактованный возвышенно и даже патетически. Савченко далек от трезвого, бесстрастного подхода к истории. Оставаясь в пределах фактов, он пристрастно освещает их, он сам в фильме строит драматургию боя и делает это очень интересно. … «Третий удар» принципиально иначе показывает рядовых участников битвы за Крым. Даже в массовых сценах для Савченко дорог, интересен каждый боец, и начиная с первого батального эпизода в фильме возникает, звучит все сильнее, чтобы закончиться мощным форте в сцене штурма Сапун-горы, тема безымянного солдата — его воли, его бесстрашия, готовности к подвигу и самопожертвованию .— Юрий Ханютин, киновед
В постановочном плане фильм был для своего времени прорывом в батальном кинематографе:

Создатели фильма проявили много творческой изобретательности и выдумки. Точные движения съемочного аппарата (оператор М. Кириллов), смелое применение ракурсов, комбинированные съемки и выразительный монтаж позволили зрителю увидеть картины боя с различных точек зрения и как бы самому принять в нем участие. С точки зрения показа батальных эпизодов изобразительное решение фильма было новым словом в нашем кино.— «Краткая история советского кино» 1969
Фильм вошёл в историю советского кинематографа эпическим oxватом событий, документальной точностью, гармоничным ансамблем актёров разных школ.